# Ziegelhof (Greding)
Ziegelhof ist ein Wohnplatz der Stadt Greding im Landkreis Roth (Mittelfranken, Bayern).

## Lage
Die Einöde liegt auf der Gemarkung von Euerwang und zählt zum Gemeindeteil Euerwang. Ein Anliegerweg führt zu einer Gemeindeverbindungsstraße, die nach Euerwang (1,3 km nördlich) bzw. nach Niefang (0,9 km südlich) verläuft.

## Baudenkmal
Die Gebäude sind unter der Nummer D-5-76-122-103 denkmalgeschützt. Das Wohnstallhaus stammt aus dem Jahr 1839, das Austragshaus aus dem Jahr 1891, die Scheune aus dem Jahr 1891 und der Stadel aus der ersten Hälfte des 19. Jahrhunderts.